# حكومة بن فليس الثانية
حكومة بن فليس الثانية تقلدت السلطة من 31 ماي 2001 إلى غاية 4 جوان 2002.
، و شكلت الحكومة في نفس اليوم.

## تشكيلة الحكومة

### رئيس الحكومة
| الصورة | الحقيبة الوزارية      | الاسم       |  | الحزب               |
| ------ | --------------------- | ----------- |  | ------------------- |
|        | رئيس الحكومة الجزائري | علي بن فليس |  | جبهة التحرير الوطني |

### الوزراء

#### وزراء الدولة
| الصورة | الحقيبة الوزارية                              | الاسم             |  | الحزب                    |
| ------ | --------------------------------------------- | ----------------- |  | ------------------------ |
|        | وزير الدولة، وزير العدل                       | أحمد أويحيى       |  | التجمع الوطني الديمقراطي |
|        | وزير الدولة، وزير الداخلية و الجماعات المحلية | نور الدين زرهوني  |  | جبهة التحرير الوطني      |
|        | وزير الدولة، وزير الشؤون الخارجية             | عبد العزيز بلخادم |  | جبهة التحرير الوطني      |

#### وزراء
| الصورة | الحقيبة الوزارية                          | الاسم                  |  | الحزب                    |
| ------ | ----------------------------------------- | ---------------------- |  | ------------------------ |
|        | وزير المالية                              | مراد مدلسي             |  | التجمع الوطني الديمقراطي |
|        | وزير النقل                                | سليم سعدي              |  |                          |
|        | وزير التجارة                              | حميد تمار              |  | جبهة التحرير الوطني      |
|        | وزير المساهمة وتنسيق الإصلاحات            | نور الدين بوكروح       |  | حزب التجديد الجزائري     |
|        | وزير الطاقة والمناجم                      | شكيب خليل              |  |                          |
|        | وزير الشؤون الدينية و الأوقاف             | أبو عبد الله غلام الله |  | التجمع الوطني الديمقراطي |
|        | وزير المجاهدين                            | محمد الشريف عباس       |  | جبهة التحرير الوطني      |
|        | وزير تهيئة الإقليم و البيئة               | شريف رحماني            |  | التجمع الوطني الديمقراطي |
|        | وزير الأشغال العمومية                     | عبد المالك سلال        |  |                          |
|        | وزير التربية الوطنية                      | أبو بكر بن بوزيد       |  | التجمع الوطني الديمقراطي |
|        | وزير التعليم العالي والبحث العلمي         | عمار صخري              |  |                          |
|        | وزير البريد و المواصلات                   | محمد مغلاوي            |  | التجمع الوطني الديمقراطي |
|        | وزير التكوين المهني                       | كريم يونس              |  |                          |
|        | وزير الفلاحة                              | السعيد بركات           |  |                          |
|        | وزير التنشيط الإجتماعي والتضامن الوطني    | جمال ولد عباس          |  | جبهة التحرير الوطني      |
|        | وزير الصناعة و إعادة الهيكلة              | عبد المجيد مناصرة      |  | حركة مجتمع السلم         |
|        | وزير العمل و الضمان الاجتماعي             | محمد العربي عبد المومن |  |                          |
|        | وزير السكن والعمران                       | عبد المجيد تبون        |  | جبهة التحرير الوطني      |
|        | وزير مكلف بالعلاقات مع البرلمان           | عبد الوهاب دربال       |  |                          |
|        | وزير السياحة والصناعات التقليدية          | لخضر ضرباني            |  | جبهة التحرير الوطني      |
|        | وزير الصيد البحري و الموارد الصيدية       | عمر غول                |  | حركة مجتمع السلم         |
|        | وزير المـوارد المائية                     | عيسى عبد اللاوي        |  |                          |
|        | وزير الصحة والسكان                        | عبد الحميد أبركان      |  |                          |
|        | وزير الاتصال و الثقافة                    | محمد عبو               |  |                          |
|        | وزير الشباب والرياضة                      | عبد الحميد برشيش       |  |                          |
|        | وزير المؤسسات والصناعات الصغيرة والمتوسطة | عبد القادر صماري       |  |                          |

#### وزراء منتدبون
| الصورة | الحقيبة الوزارية                                                                               | الاسم            |  | الحزب               |
| ------ | ---------------------------------------------------------------------------------------------- | ---------------- |  | ------------------- |
|        | وزير منتدب لدى وزير التعليم العالي والبحث العلمي مكلف بالبحث العلمي                            | محمد علي بوغازي  |  |                     |
|        | وزير منتدب لدى وزير الدولة، وزير الشؤون الخارجية مكلف بالجالية الوطنية بالخارج والتعاون الجهوي | أحمد أمين خربي   |  |                     |
|        | وزير منتدب لدى وزير الدولة، وزير الشؤون الخارجية مكلف بالجالية الوطنية بالخارج والتعاون الجهوي | عبد العزيز زياري |  | جبهة التحرير الوطني |
|        | وزير منتدب لدى وزير الدولة، وزير الشؤون الخارجية مكلف بالشؤون الإفريقية                        | عبد القادر مساهل |  | جبهة التحرير الوطني |
|        | وزير منتدب لدى وزير الدولة، وزير الداخلية والجماعات المحلية مكلف بالجماعات المحلية             | دحو ولد قابلية   |  | جبهة التحرير الوطني |
|        | وزير منتدب لدى وزير المالية مكلف بالخزينة وإصلاح المالية                                       | عبد الوهاب كرمان |  |                     |
|        | وزير منتدب لدى وزير المالية مكلف بالميزانية                                                    | محمد ترباش       |  |                     |